# Малиновка (Колпашевский район)
Малиновка — исчезнувшая деревня в Колпашевском районе Томской области. На момент упразднения входила в состав Могильно-Мысского сельсовета. Упразднена в 1972 году.

## География
Деревня располагалась на левом берегу реки Чая, в 9 км (по прямой) к северо-западу от деревни Могильный Мыс.

## История
Деревня была основана в 1921 году. В 1928 году состояла из 32 хозяйства. В административном отношении входила в состав Матюшкинского сельсовета Колпашевского района Томского округа Сибирского края.
В 1960-е годы деревня попала в разряд не перспективных и по планам должна была быть сселена к 1975 году.
Решение №186 Томского облисполкома от 20 июля 1972 года деревня Малиновка исключена из учётных данных.

## Население
| 1926 | 1939 | 1952 | 1959 | 1970 |
| ---- | ---- | ---- | ---- | ---- |
| 152  | ↗156 | ↘105 | ↘0   | →0   |

В 1926 году основным населением села были русские.